# Petroravenia eseptata
Petroravenia eseptata är en korsblommig växtart som beskrevs av Al-shehbaz. Petroravenia eseptata ingår i släktet Petroravenia och familjen korsblommiga växter. Inga underarter finns listade i Catalogue of Life.